# دانيال لاندو
دانيال لاندو (بالعبرية: דניאל לנדאו‏) هو فنان ومحاضر إسرائيلي، ولد في 1973 في القدس في إسرائيل.

## وصلات خارجية
- الموقع الرسمي